# Reporter diffuso
Reporter diffuso è stata una trasmissione condotta da Marco Montemagno in onda su Sky TG24 che parla del cosiddetto giornalismo partecipativo, fenomeno in cui cittadini comuni realizzano reportage. Dalla stagione televisiva 2008/2009 il nuovo titolo della trasmissione era Io reporter.

## Chi è il reporter diffuso
Con l'avvento e la diffusione di internet e di telefonini multimediali e fotocamere, si può dire che i "nuovi giornalisti" sono gli utenti. Un esempio è il terremoto e maremoto dell'Oceano Indiano del 26 dicembre 2004: molte persone, con cellulari e fotocamere, hanno girato dei video dell'evento, ma non li hanno inviati ad agenzie di stampa quali ANSA, Adnkronos, e così via, ma li hanno inviati ai blogger principali, ottenendone la diffusione. Anche Wikimedia promuove un progetto di citizen journalism: nella versione in lingua italiana, esso si chiama Wikinotizie.

## La trasmissione
La trasmissione, in onda ogni sabato alle 11:35 e in replica alle 22:35 e anche sul servizio Active di Sky TG24, invita i telespettatori del canale all-news a diventare giornalisti "attivi" della notizia, attraverso questo programma.
Il programma si può dividere in 4 parti:
- Casi di reporter diffuso
- Notizie della settimana
- Intervista all'ospite in studio
- Video pazzeschi

Dalla stagione televisiva 2008/2009 il nuovo titolo della trasmissione era Io reporter. La trasmissione veniva sempre registrata negli studi Sky TG24 di Roma, e andava in onda in differita il sabato e in replica la domenica.
Ciascuna puntata, della durata di 25 minuti, trattava un argomento specifico ed aveva un ospite. Durante la trasmissione venivano mostrati video che hanno raggiunto una certa notorietà sulla Rete. Gli spettatori potevano inviare video da loro girati che riprendevano avvenimenti e notizie degni di nota.

## Gli ospiti

### Prima stagione (gennaio-settembre 2006)
La lista parte dalla seconda puntata, perché nella prima (28 gennaio) non c'è stato nessun ospite.
- 4/2/2006: Antonio Di Pietro
- 11/2/2006: Pierluigi Magnaschi (Direttore ANSA), Lele Dainesi, Maurizio Masciopinto (Polizia delle Comunicazioni)
- 18/2/2006: Paolo Cevoli, comico di Zelig
- 25/2/2006: Daniele Bossari, conduttore di Top of the Pops
- 4/3/2006: Nicolas Vaporidis, attore
- 11/3/2006: Cristina Parodi, conduttrice del TG5
- 18/3/2006: Alessandro Cecchi Paone
- 1/4/2006: Simone Cristicchi, cantante
- 8/4/2006: Carlo Massarini
- 15/4/2006: Massimo Razzi, vice caporedattore di Repubblica.it e Paolo Valdemarin
- 22/4/2006: Mauro Lupi (blogger, esperto di blog/motori di ricerca) ed Enrico Noseda (Country Manager di Skype).
- 29/4/2006: Marco Rossi, sessuologo e psichiatra
- 6/5/2006: Marco Baldini, conduttore di "Viva Radio2" insieme a Fiorello
- 13/5/2006: Luca Viscardi, direttore programmi di Play Radio
- 20/5/2006: Elisabetta Rocchetti, attrice
- 27/5/2006: Daniela Poggi, attrice, ex conduttrice di Chi l'ha visto?
- 3/6/2006: Stefano Maruzzi, country manager di Msn.it e Paolo Attivissimo.
- 10/6/2006: Oliviero Beha, giornalista sportivo
- 17/6/2006: Massimo Martini, AD di Yahoo!
- 24/6/2006: Magdi Allam, vice direttore del Corriere della Sera.
- 1/7/2006: Frieda Brioschi, presidente di Wikimedia Italia, capitolo italiano di Wikimedia Foundation.
- 8/7/2006: Kay Rush, conduttrice di Radio Monte Carlo
- 15/7/2006: Marco Palombi, AD di Splinder.
- 22/7/2006: Diego Parassole, comico di Zelig
- Dal 29/7/2006 al 2/9/2006: Il Meglio di Reporter Diffuso (repliche)

### Seconda stagione (settembre 2006-marzo 2007)
- 16/9/2006: Enrico Silvestrin, attore in Distretto di polizia 6, e Paolo Attivissimo
- 23/9/2006: Lilli Gruber, giornalista TG1
- 30/9/2006: Andrea Occhipinti, presidente di Lucky Red
- 7/10/2006: Sciopero nazionale giornalisti
- 14/10/2006: Alain Elkann, scrittore
- 21/10/2006: Alessandro Sortino, "iena"
- 28/10/2006: Shel Israel, scrittore
- 4/11/2006: Fabrizio Frizzi, conduttore
- 11/11/2006: Claudio Lippi, conduttore
- 18/11/2006: Ainett Stephens, la Gatta Nera di Mercante in fiera
- 25/11/2006: Paolo Gentiloni, Ministro delle Comunicazioni
- 2/12/2006: Maurizio Gasparri, politico, e Beppe Severgnini
- 9/12/2006: Fabio Canino, conduttore
- 16/12/2006: Pasquale Petrolo, in arte Lillo, comico
- 23/12/2006: Red Ronnie
- 30/12/2006: Top 20 video pazzeschi del 2006
- 6/1/2007: Enrico Brignano
- 13/1/2007: Gabriella Carlucci, deputata.
- 20/1/2007: Umberto Paolucci, presidente di Microsoft Italia
- 27/1/2007: Antonio Palmieri, responsabile internet di Forza Italia
- 3/2/2007: Gaia De Laurentiis, attrice
- 17/2/2007: Alessandro Coppo, amministratore delegato di eBay Italia
- 24/2/2007: Guido Bagatta, presentatore televisivo
- 3/3/2007: Layla Pavone, presidente di IAB Italia
- 10/3/2007: Massimiliano Magrini, amministratore delegato Google Italia